# Рідкодуб (Куп'янський район)
Рідкоду́б —  село в Україні, у Дворічанській селищній громаді Куп'янського району Харківської області. Населення становить 497 осіб. До 2020 орган місцевого самоврядування — Рідкодубівська сільська рада.

## Географія
Село Рідкодуб знаходиться у верхів'ях балки Плескачевська, за 5 км від річки Нижня Дворічна (лівий берег), на відстані 2 км розташовані села Водяне, Плескачівка, Путникове, Васильцівка. Біля села невеликий лісовий масив - урочище Бердникове (дуб).

## Історія
1750 - дата заснування.
7 (20) листопада 1917 року, відповідно до.Третього Універсалу Української Центральної Ради, увійшло до складу Української Народної Республіки.
312 червня 2020 року, відповідно до Розпорядження Кабінету Міністрів України  № 725-р «Про визначення адміністративних центрів та затвердження територій територіальних громад Харківської області», увійшло до складу Дворічанської селищної громади.
19 липня 2020 року, в результаті адміністративно - територіальної реформи та ліквідації Дворічанського району, село увійшло до складу Куп'янського району Харківської області.
Село тимчасово окуповане російськими військами 24 лютого 2022 року.

## Економіка
- В селі є молочно-товарна ферма.
- Приватне сільськогосподарське підприємство ім. Чкалова.

## Об'єкти соціальної сфери
- Школа.